# Feliks Kazimierz Potocki
Feliks Kazimierz Potocki armoiries Pilawa, né en 1630 et mort en 1702, fut voïvode de Sieradz (1669), voïvode de Kiev (1682), voïvode de Cracovie (1683), hetman de la Couronne (1692), castellan de Cracovie (1702) et grand hetman de la Couronne (1702).

## Biographie
Fils de Stanisław Rewera Potocki, frère d'Andrzej, il a combattu dans les guerres contre les Cosaques, la Suède, la Transylvanie et la Moscovie de 1655 à 1664. En tant que maréchal (président) de la Diète électorale du 2 mai au 19 juin 1669 à Varsovie, il contribue à l'élection de Michał Wiśniowiecki comme roi de Pologne.
Il s'illustre dans l'expédition de Khotyn en 1673. En 1683, il signe les documents de l'élection de Jan III Sobieski comme roi de Pologne et participe à la bataille de Vienne au cours de la Grande guerre turque. Il lutte contre les Tatars et l'Empire Ottoman dans de nombreuses batailles. Dans la bataille de Podajce en 1689, l'armée polonaise sous son commandement, met fin à une incursions tatare.

## Mariages et descendance
Feliks Kazimierz Potocki épouse en premières noces Krystyna Lubomirska qui lui donne pour enfants:
- Michał (pl) (1660-1749)
- Józef (pl) (?-1723)
- Stanisław (pl) (?-1732)
- Jerzy (pl) (?-1747)

Il épouse ensuite Konstancja Róża Łos.

## Sources
- Notices d'autorité :   - VIAF
  - ISNI
  - GND
  - Pologne
  - NUKAT

- (en) Cet article est partiellement ou en totalité issu de l’article de Wikipédia en anglais intitulé « Feliks Kazimierz Potocki » (voir la liste des auteurs).

- (pl) Cet article est partiellement ou en totalité issu de l’article de Wikipédia en polonais intitulé « Feliks Kazimierz Potocki » (voir la liste des auteurs).